# Rason
Rason (före 2000 Rajin-Sŏnbong) är en stad i nordöstra Nordkorea.
Befolkningen uppgick till cirka 200 000 invånare vid folkräkningen 2008, varav 160 000 bodde i själva centralorten. Staden administrerar ett område som gränsar till Jilinprovinsen i Kina och Primorje kraj i Ryssland. Staden är en sammanslagning av grannstäderna Rajin och Sonbong (förr Unggi) som är belägna vid kusten mot Japanska havet. Rason var mellan 1993 och 2004 en så kallad direktstyrd stad, med självständig administration gentemot den omgivande Norra Hamgyongprovinsen. 2004 blev staden åter en del av Norra Hamgyong. Dagens administrativa status är något oklar, men en del tyder på att Rason åter är en direktstyrd stad från och med 2010.